# Генміген
Генміген (Егенміген) (д/н — бл. 1260) — 3-й оба (володар) міста-держави Іль-Ібіну в 1250—1260 роках.

## Життєпис
Син бенінського оби Евеки I. Після смерті старшого брата Увуахуагена близько 1250 року обирається новим оба радою знаті (узама н'іхінрон). Дотримувався мирних відносин із вождями поселень та сусідами. Не намагався розширити владу оби, залишаючись наче першим серед вождів. Завдяки цьому в народних легендах його час вважається спокійним та сумирним. 
Помер близько 1260 року. Новим оба став його син Еведо.